# 戴高乐机场快线
戴高乐机场快线（法語：CDG Express）是法国巴黎一条计划中的机场快线，将连接市区的巴黎东站和东北郊的戴高乐机场。 
此计划的目的补偿当前唯一一条通往戴高乐机场的轨道交通线——RER B线的服务能力，并且将以伦敦希斯罗机场的机场快线为模型。此外，该计划还可以吸引在机场乘坐出租车或机场大巴而遭受塞车之苦的旅客。戴高乐机场快线定位于面向商务人士，并且为私营线路，票价较高。乘客将无法使用平时在法兰西岛内乘坐各类公共交通使用的各种票券和智能卡。

## 概述
和其它兴建中和计划中的各条轨道交通线相比，戴高乐机场快线将大部分利用原有的路轨，32公里的路段中有23公里将利用法国国家铁路网，这已经得到线路总设计师的认可。2006年，RER B北+计划启用，旨在对B线国铁路段进行现代化改造，同时为机场快线做准备。
2007年1月，5个集团被准许参与机场快线的项目投标，同年11月，该计划亦进行了公众调查。当时预计次年开工，并且2012年至2015年通车, 不过到了2008年6月却只剩下Vinci一家竞标者。而该计划的经营许可本该在2010年初签字，由于经济不景气，以及投标竞争激烈最终也遭到延期，只剩下一家Vinci在与各方进行商讨。2010年9月，在另一项目大巴黎超级地铁网的竞争下，以及财团对国铁公司罢工的担忧中，商讨陷入了僵局。
2010年11月15日，法兰西岛大区委员会主席让-保罗·于雄（Jean-Paul Huchon）表示，由于机场快线计划目前陷入僵局，将把项目研究交付法兰西岛运输联合会，这样快线的收费系统就和法兰西岛公共交通收费系统保持一致。11月18日，在关于巴黎环城快线，大巴黎超级地铁网和RER E线西延段等项目的公众辩论会上，STIF透露，将考虑把机场快线向西延伸，和E线共用隧道，延伸至拉德芳斯商业区。

## 线路走向
从目前公众辩论的总结来看，戴高乐机场快线从巴黎东站的10号或11号路轨出发，之后通过一段新修的路轨（有330米的覆盖段）接上巴黎北站的路网，之后向东北方行进至维勒帕里西附近，再沿着新修的8公里路段折向北边，沿着TGV东部切向线前进，从戴高乐机场的2号和4号跑道下方穿过，到达终点站二号航站楼。彼处将修建新的月台供机场快线使用。全线行程约20分钟，列车每15分钟一班。和RER B线相比，行程节省10分钟，但发车频率减半且没有更多转乘站。

## 争议
在机场快线项目的公众辩论中，线路走向和收费过高（和法兰西岛大区公共交通收费隔绝）遭到了B线乘客的强烈批评。20欧元的快线单程票比8.7欧元高出不少，只有少数乘客群体才能承受。另外法兰西岛公共交通智能卡也不能使用，如若不愿接受这样的高额票价，机场工作人员和当地居民前往巴黎只能乘坐B线，所需时间长（开通快线后B线将全部变成慢车并停靠所有车站），舒适度较差（B线为通勤列车，不具有观光性质），并且中途地段为移民区，治安較差。然而B线乘客不断的要求要改善线路质素，声称这比开通机场快线更具有吸引力。而事实上，从巴黎直达机场的B线列车也只需19分钟，快线的20分钟毫无优势可言。
巴黎市长贝特朗·德拉诺埃也对机场快线计划持否定态度，他批评法国政府不肯给巴黎东站-北站交通枢纽整治工程融资，同时也指出机场快线24小时运营时，行走巴黎东站和北站路网之间的高架桥将在凌晨时分干扰居民入眠。
此外，机场快线项目只是连接了戴高乐机场和巴黎东站-北站，而没有到达拉德芳斯商业区和圣拉扎尔商业区，对商务群体没有任何便利可言，而机场快线利用巴黎北站路网的现有路轨也会带来干扰路网上其它列车运行的风險。